# متنزه عربوكو سوكوك الوطني
متنزه عربوكو سوكوك الوطني هو منتزه وطني يقع على الحافة الشمالية الغربية لمحمية غابة عربوكو سوكوك الواقعة على ساحل كينيا على بُعد 110 كيلومترات شمال محمية مومباسا، وهي محمية غابات وطنية في كينيا.

## التاريخ
افتتح متنزه عربوكو سوكوك الوطني رسميًّا في أواخر ثمانينيات القرن العشرين، ويمتد المتنزه على حدود محمية غابات عربوكو سوكوك بحيث تقع نحو نصف مساحة المتنزه خارج حدود محمية الغابات. يحتوي القسم الخارجي من المتنزه على سياج كهربائي يحيط بمحمية للأفيال وُضع خلال الفترة ما بين عامي 2006 و2007. والمنطقة المحيطة بالمتنزه حاليا مأهولة بالكامل بالسكان المحليين لدرجة أنه لا توجد أي لافتة على الأرض توضح بداية أو نهاية المتنزه الوطني، كما لا يوفر المتنزه الوطني أي حماية خاصة للغابة، التي تمتد على مساحة 420 كيلومترًا مربعًا، وتُمثل بذلك أكبر الغابات الساحلية المتبقية في منطقة شرق أفريقيا.

## الإدارة
تخضع محمية ومتنزه عربوكو سوكوك الوطني لإدارة مُشتركة من دائرة الغابات الكينية، وهيئة الحياة البرية الكينية، والمتاحف الوطنية الكينية، ومعهد أبحاث الغابات الكيني، وجمعيات الغابات المجتمعية، وجمعية أصدقاء غابة أرابوكو سوكوكي، وهي واحدة من أفضل الغابات المحمية في كينيا. حُميَت الغابة لأول مرة كغابة تاجية عام 1943، وأُعلن عنها رسميًا في ستينيات القرن العشرين. تواجه محمية الغابات في الوقت الحالي تهديدات بالإزالة بسبب رغبة السكان المحليين في الاستيلاء على أراضيها، ولمنع حدوث ذلك، تتعاون العديد من منظمات الحفاظ على البيئة الوطنية والدولية مع هيئة الحياة البرية الكينية لحماية المحمية والمتنزه.

## الحياة البرية
تُعتبر غابة عربوكو سوكوك موطنًا للعديد من أنواع الثدييات والطيور والنباتات، حيث تضم ثلاثة أنواع مختلفة من الغابات، وهي غابة مختلطة، وغابة براتشيستيجيا، وغابة سينوميترا، ويحمي كل منها مجتمعات مختلفة من النباتات والحيوانات. تحمي الغابة العديد من الأنواع المتوطنة وشبه المتوطنة مثل طائر حباك كلارك المتوطن في الغابة بشكل كامل، وبومة سوكوكي سكوبس، وجشنة سوكوكي، وطائر الشمس أماني، وطائر سمنة الأرض المرقطة التي تتواجد فقط في المحمية وفي جزء من غابة في تنزانيا. ويقع إلى جوار المتنزه خور ميدا، وهي غابة من أشجار المانغروف تُعتبر موطنًا هامًا للطيور الساحلية الشتوية، حيث تحمي أنواعًا مثل الطيطوي النكات وزقزاق السلطعون. يُعدّ النمر وزبابة الفيل صفراء الردف وهو نوع متوطن من زبابات الفيل، من أبرز الثدييات المتوطنة في المتنزه، بينما يُعدّ نمس سوكوكي كثيف الذيل وظبي أديرز، والذي يتواجد في المحمية وفي زنجبار فقط، أكثر صعوبة في الالتقاط. تضم الغابة أيضًا فيلة السافانا، والزباد الأفريقي، بالإضافة إلى قط السوكوكي، وقرود البابون، وقرود الهجرس الأخيضر. كما يشتهر المتنزه كمركز متميز لتنوع البرمائيات.

## معرض الصور

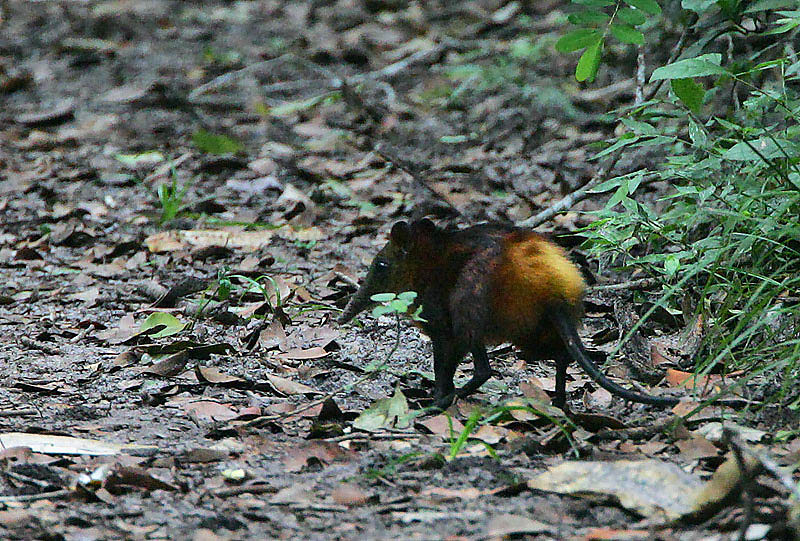
زبابة الفيل صفراء الردف في غابة عربوكو سوكوك
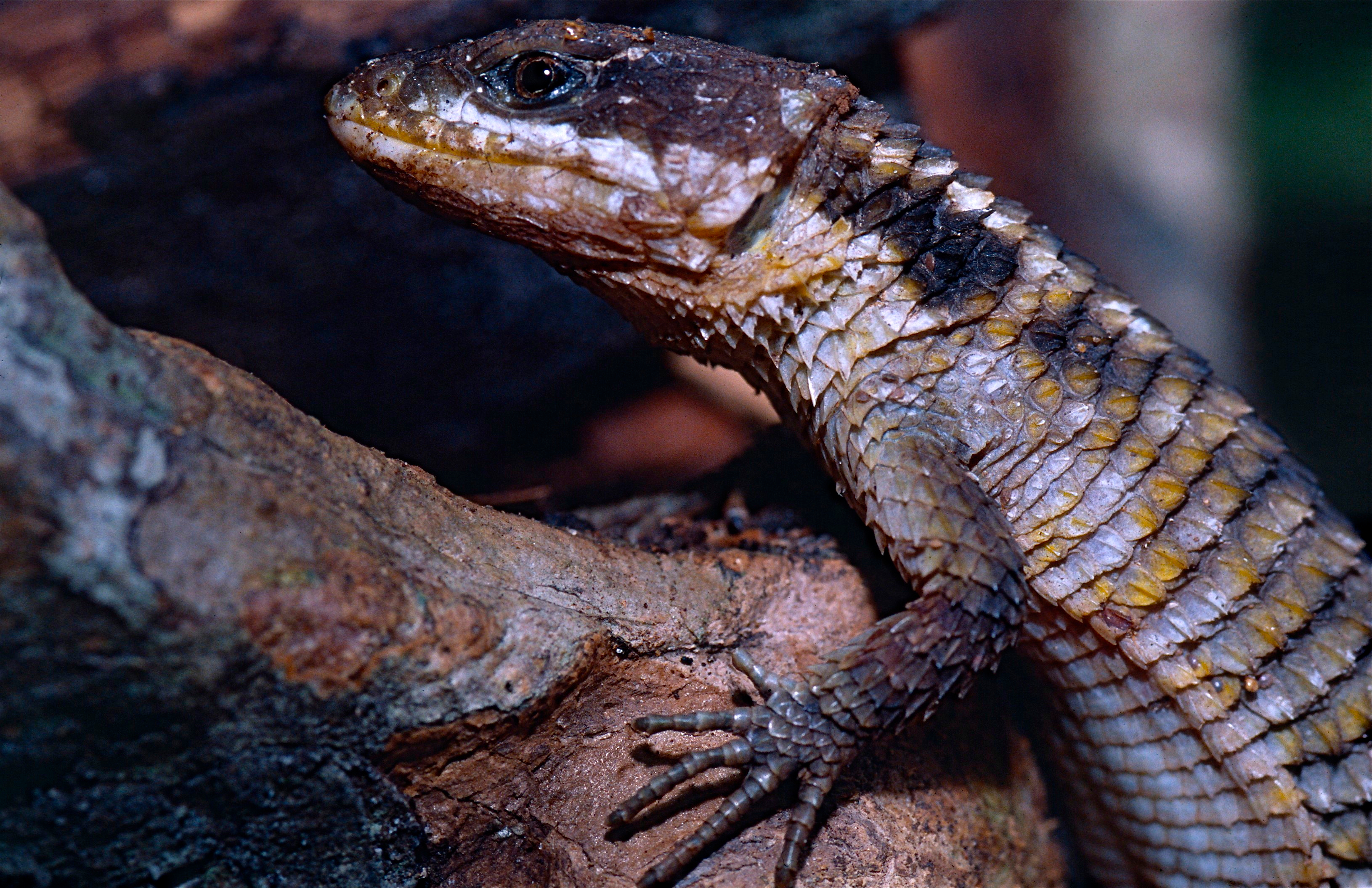
سحلية الحزام الاستوائية في غابة عربوكو سوكوك
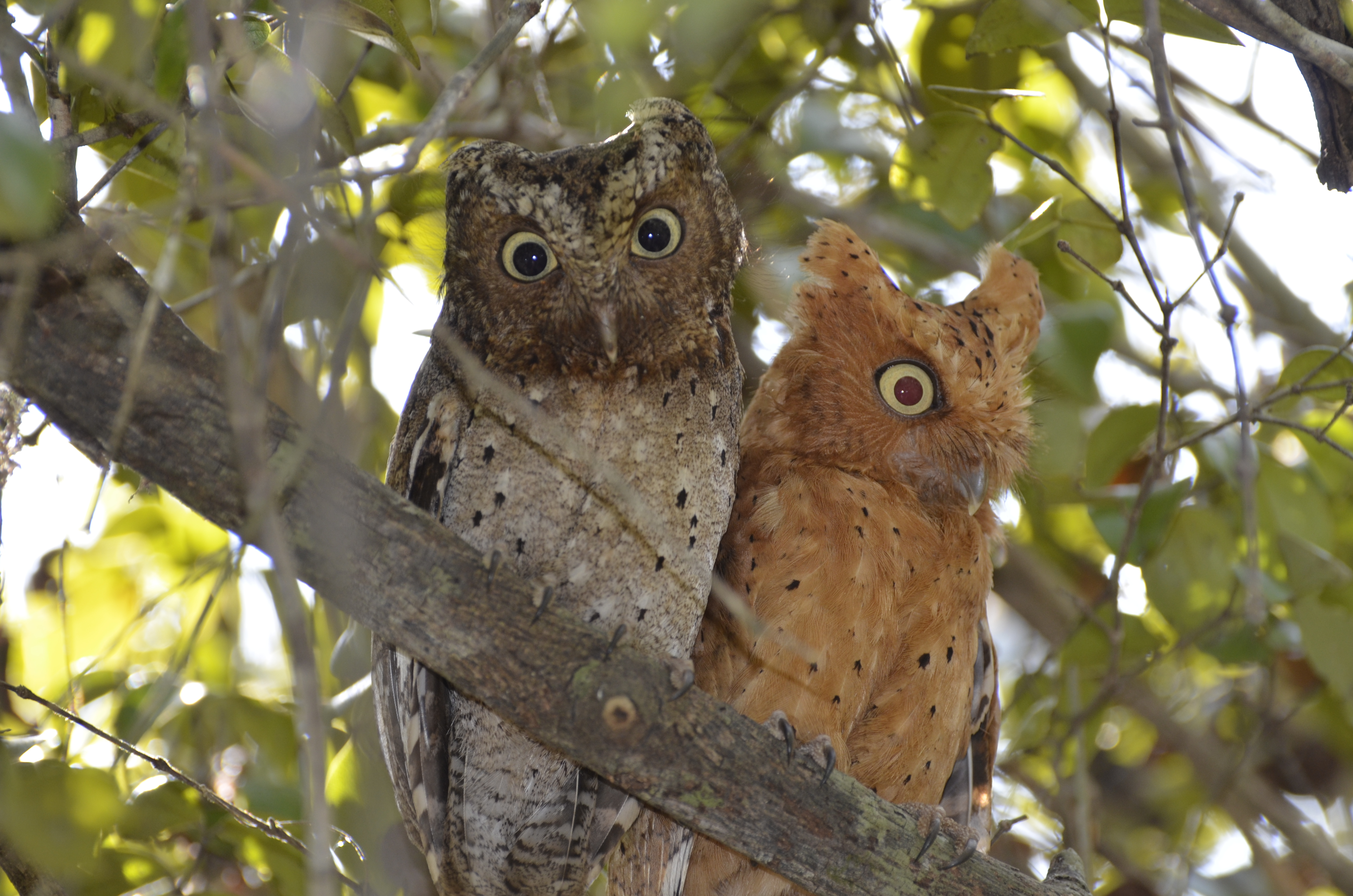
زوج من بوم سوكوكي سكوبس في غابة عربوكو سوكوك
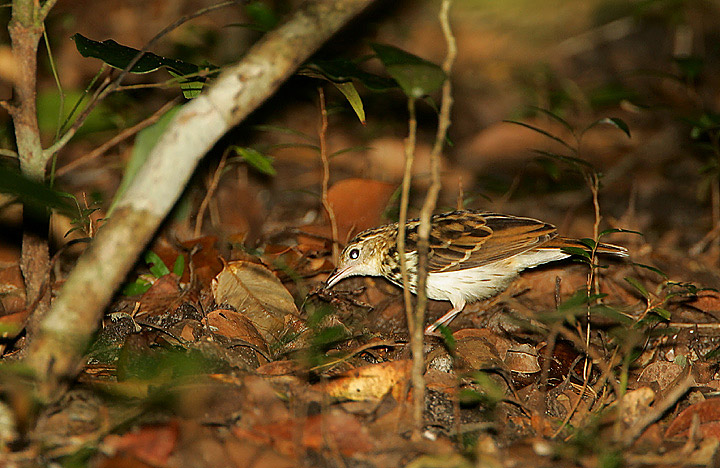
جشنة سوكوكي على أرضية غابة عربوكو سوكوك